# コント・レオナルド
コント・レオナルドは、レオナルド熊が率いた日本のコントコンビ。1979年に結成され、1985年に解散。

## 来歴・概要
1979年に当時「熊田にげろう」名義で活動していた熊は、元弟子であるゆーとぴあ・ホープの紹介で石倉三郎と「ラッキーパンチ」を結成し、初めて世に出た。しかし熊は持病の結核のために体調が思わしくなく、休養することが多かった上に仕事が減ってしまい、収入が安定しない日々が続いたため1年弱でコンビを解散する形となる。
石倉は芸能界をいったん引退し、その後はマザー牧場で働いていた。
一方の熊は、解散直後に弟子である武者博和と「熊田うつぞう・にげろう」を組んだ。間もなく「コント・レオナルド」に改称したが、命名者であるポール牧に許可もなく無断で改名した為に破門されてしまった。
初代コント・レオナルドのコンビ仲は良くなく、熊の執拗ないじめを受けた武者がノイローゼ（神経症）に掛かる深刻な症状となった。さらに武者が「花王名人劇場」出演直前にコント中の舞台で転倒し、足を骨折し休演せざるを得なくなった。そこでホープと澤田隆治が取り成して、芸能界を引退していた石倉を呼び戻し1981年、二代目「コント・レオナルド」（レオナルド熊・石倉三郎）として再結成した。
鋭い社会風刺で、お笑いブームの一角を占めて安定した人気を得ていたが、コンビ仲は「ラッキーパンチ」の頃と同様に良くなかった。熊にとって『コント・レオナルド』は、自ら脚色・演出をしており「自分の名を冠した自身の持ち物」という意識と拘りを常に持ち続けており、自分で『コント・レオナルド』の知名度を上げたんだ、という強いプライドがあった。しかしその姿勢に対して石倉が愛想を尽かし、熊も石倉の酒癖の悪さを批判するなどしていた。1985年10月、人気絶頂期であったが喧嘩別れする形で再び解散した。
二代目のコント・レオナルドとしての活動期間は4年間であった。
コント・レオナルドを解散後、熊は劇団で俳優・主宰として活躍する一方、妻と共に副業も行っていた。石倉は俳優として現在も活躍している。
石倉と熊はその後絶縁し、1994年12月に熊が死去するまで一切顔を合わせなかったが、石倉は熊の葬儀に参列している。

## メンバー
- レオナルド熊（レオナルドくま、1935年6月27日 - 1994年12月11日）

北海道出身、台本とボケ担当。
初代に参加
- ダヴィンチ白熊（ダヴィンチしろくま、1952年8月6日 - ）

長野県出身。後に「ブッチー武者」へ改名。水島びんと「アッパー8」を組み、『オレたちひょうきん族』でお馴染みになる。
ラッキーパンチ時代、二代目に参加
- 石倉 三郎（いしくら さぶろう、1946年12月16日 - ）

香川県出身、ツッコミ担当。白木みのるの弟子で、殺陣師を経て俳優として活躍。

## 芸風
不条理コントを基本に、社会・時事問題の深層を抉る切れ味があった。締めは、（熊）「いつもニコニコ現金払い」（石倉）「違う!」。